# Fernsehsender Paul Nipkow

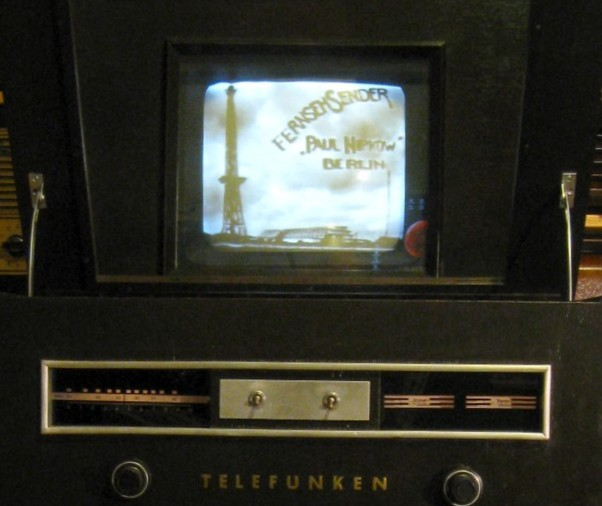
Fotka vysílání televizní stanice Fernsehsender Paul Nipkow na televizním přijímači Telefunken

Fernsehsender Paul Nipkow byla německá televizní stanice, která sídlila na berlínském předměstí Witzleben. Byla pojmenována podle německého fyzika Paula Gottlieba Nipkowa. Pokusně vysílala od roku 1929 a první veřejně dostupnou relací byl přenos představení berlínské Krollovy opery 18. dubna 1934. Jako první na světě zahájila stanice 22. března 1935 pravidelný provoz. Vysílání uvedla hlasatelka Ursula Patzschke-Beutel a prvním ředitelem televize se stal Carl Boese. Na program dohlížela společnost Deutscher Fernseh-Rundfunk, kterou vedl Eugen Hadamovsky.
Stanice využívala vysílač Funkturm Berlin na velmi krátkých vlnách. Obrazovka měla 180 řádků, od roku 1937 se přešlo na 441 řádků. Signál byl dostupný do 80 km od Berlína, vysílalo se půldruhé hodiny tři dny v týdnu. Popularitu získalo vysílání z Letních olympijských her 1936, kdy byly na poštách umístěny veřejné televizní přijímače, díky nimž mohlo sledovat přenosy okolo 160 000 diváků denně.
Stanice ukončila činnost v říjnu 1944.